# كونغرس الولايات المتحدة السادس بعد المائة
الكونغرس الأمريكي السادس بعد المائة الدورة التشريعية رقم 106 لمجلسي الشيوخ والنواب من 3 يناير 1999 إلى 3 يناير 2001 خلال العامين الأخيرين من رئاسة بيل كلينتون.

## القيادة

### مجلس الشيوخ
- الرئيس : آل جور
- الرئيس المؤقت : ستروم ثورموند

#### قيادة الأغلبية (الجمهورية)
- زعيم الأغلبية : ترينت لوت
- سوط الأغلبية : دون نيكلز
- رئيس المؤتمر الجمهوري : كوني ماك الثالث
- سكرتير المؤتمر الجمهوري : بول كوفرديل
- رئيس لجنة الحملة الجمهورية : ميتش مكونيل
- رئيس لجنة السياسات : لاري كريج

#### قيادة الأقلية (الديمقراطية)
- زعيم الأقلية : توم داشل
- سوط الأقلية : هاري ريد
- رئيس لجنة السياسات : بايرون دورغان
- سكرتير المؤتمر الديمقراطي : باربرا ميكولسكي
- رئيس لجنة الحملة الديمقراطية : روبرت توريسيللي

### مجلس النواب
- الناطق : دينيس هاسترت

#### قيادة الأغلبية (الجمهوريون)
- زعيم الأغلبية : ديك أرمي
- رئيس المؤتمر الجمهوري : جي سي واتس
- نائب رئيس المؤتمر الجمهوري : تيلي فاولر
- سكرتير المؤتمر الجمهوري : ديبورا برايس
- رئيس لجنة السياسات : كريستوفر كوكس
- رئيس لجنة الحملة الجمهورية : توم ديفيس
- رئيس لجنة قواعد مجلس النواب : ديفيد درير

#### قيادة الأقلية (الديمقراطيون)
- زعيم الأقلية : ديك جيبهاردت
- نواب رئيس الأقليات : شيت إدواردز ، جون لويس ، إد باستور وماكسين ووترز
- رئيس الكتلة الديمقراطية : مارتن فروست
- نائب رئيس التجمع الديمقراطي : بوب مينينديز
- رئيس لجنة الحملة الديمقراطية : باتريك ج. كينيدي

## روابط خارجية
- دليل السيرة الذاتية لكونجرس الولايات المتحدة
- تاريخ مجلس النواب الأمريكي
- إحصائيات وقوائم عن مجلس الشيوخ الأمريكي